# Bert Thompson
Bert Thompson (* 17. Oktober 1947 in Niagara Falls (New York)) ist ein amerikanischer Jazzmusiker (Kontrabass) und Übersetzer.

## Leben und Wirken
Thompson, dessen Mutter Kirchenmusikerin war, erhielt von seiner Mutter Klavierunterricht, dann in der Schule Geigenunterricht. Zwischen dem 14. und 16. Lebensjahr lernte er Kontrabass und sammelte erste Erfahrungen in Schulorchestern und Combos in Clubs und Jugendzentren. Nach dem College leistete er seinen Militärdienst in der Army Band 298 im damaligen West-Berlin ab. Bereits als Soldat begleitete Thompson bekannte Jazzmusikern wie Johnny Griffin, Slide Hampton, Dizzy Gillespie, Eddie Lockjaw Davis oder Lionel Hampton. Dann gehörte er zu der von Billy Brooks geleiteten Band El Babaku, tourte aber auch mit Lou Blackburns Mombasa und mit Errol Dixon (In the Groove). Auch begleitete er die Sängerin Tanja Berg in der Gruppe Pecks is Food. In der Meisterklasse von Rainer Zepperitz an der Hochschule der Künste Berlin bildete er sich zugleich weiter. 
1978 wurde er von Erich Kleinschuster engagiert, um für ein Jahr in der ORF-Big Band in Wien zu spielen. Dann wirkte er in der WDR-Fernsehserie Let's Swing! von David Kamien und Dietrich Schulz-Köhn als Musiker und musikalischer Berater. In den 1980er Jahren tourte er mit Charles Tolliver und Abdullah Ibrahim durch Europa, aber auch nach Afrika und in den Orient. Auch gehörte er zu den Gruppen von Lajos Dudas und Monika Linges, später zu der von John C. Marshall und zu den Gentlemen of Swing von Joe Wulf, mit denen er auch aufnahm. Mit der Gruppe Lanko spielt er Rhythm and Blues.
Seitdem Thompson 1991 an der Katholieke Universiteit Nijmegen seinen Master in Arabisch absolvierte, ist er auch als Übersetzer tätig. Unter anderem übersetzte er die Brubeck- und Armstrong-Biographien Ilse Storbs ins Englische.

## Diskographische Hinweise
- Billy Brooks El Babaku: Live at the Jazz Galerie (MPS 1971)
- Dusko Goykovich East Of Montenegro  (Cosmic Sounds 1975, mit Ferdinand Povel, Vince Benedetti, Billy Brooks, ed. 2003)
- Lajos Dudas Monte Carlo (Rayna 1981, mit Attila Zoller, Kurt Billker)
- Monika Linges Songing (Nabel 1984)
- John Thomas Serious Business (Nabel 1986)
- John C. Marshall/Gregory Gaynair Black Jack (Shuttle Music 1991)
- Joe Wulf / Bob Barnard: Shades of Duke (JW)